# Hjälmseryd
Hjälmseryd är en ort i Sävsjö kommun och kyrkby i Hjälmseryds socken i Jönköpings län. Fram till 2005 klassades Hjälmseryd som småort. Från 2015 avgränsas här åter en småort.
I orten ligger Hjälmseryds kyrka. Hjälmseryds gamla kyrka ligger i Gamla Hjälmseryd fem kilometer norrut, där Hjelmserydsstiftelsen har verksamhet.